# کریستین میدانا
کریستین میدانا (انگلیسی: Cristian Maidana؛ زادهٔ ۲۴ ژانویهٔ ۱۹۸۷) بازیکن فوتبال اهل آرژانتین است.
از باشگاه‌هایی که در آن بازی کرده‌است می‌توان به باشگاه فوتبال بانفیلد، باشگاه فوتبال رکریتیوو اوئلوا، هیوستون دینامو، فیلادلفیا یونیون، باشگاه فوتبال اسپارتاک مسکو، باشگاه فوتبال اتلتیکو هوراکان، و باشگاه فوتبال آرژانتینوس جونیورز اشاره کرد.
وی همچنین در تیم ملی فوتبال زیر ۲۰ سال آرژانتین بازی کرده‌است.